# Јордан Николов Орце
Јордан Николов Орце (Скопље, 7. јануар 1916 — Владичин Хан, 4. јануар 1942), раднички активист, учесник Народноослободилачке борбе и народни херој Југославије.

## Биографија
Рођен је 7. јануара 1916. године у Скопљу. После завршене основне школе, изучио је кројачки занат.
Као радник приступио је синдикалнопм покрету и био члан Међуструковног синдикалног одбора и одбора за штрајкове. За члана Комунистичке партије Југославије примљен је 1935. године. Током 1937. године служио је војни рок у Загребу.
Године 1939. враћа се у Скопље, где наставља са партијским радом и постаје секретар Месног комитета КПЈ за Скопље и члан Покрајинског комитета КПЈ за Македонију. После илинданских демонстрација, 1940. године полиција га хапси. Суд за заштиту државе га је тада осудио на две године затвора, које је издржавао у затворима у Кикинди и Сремској Митровици.
Окупација Краљевине Југославије затекла га је на робији у Сремској Митровици. Један је од учесника бега 32 робијаша-комуниста, августа 1941. године, из затвора у Сремској Митровици. После бега, једно време са налазио на Фрушкој гори, а потом се пребацио у Србију. Врховни штаб га је тада упутио у Македонију, да ради на организовању устанка.
Пошто су Бугари, добро чували границу између њихове и немачке окупационе зоне, на југу Србије, сваки илегални прелазак је био готово немогућ. У првом покушају Јордан није успео и морао је са се врати. Поновни прелаз је покушао, ноћи између 3. и 4. јануараа 1942. године, код Владичиног хана у селу Јастребац, уз помоћ месне партијске организације, али је и овог пута наишао на граничну полицију. Био је принуђен да прихвати неравноправну борбу и погинуо.
Указом Председништва Антифашистичког већа народног ослобођења Југославије (АВНОЈ), 29. јула 1945. године, међу првим борцима Народноослободилачке војске, проглашен је за народног хероја.У селу Јастребац постоји спомен плоча на месту где је убијен.